# 高唐州
高唐州（こうとうしゅう）は、中国にかつて存在した州。現在の山東省聊城市の北東と徳州市の西部一帯に設置された。
1270年（至元7年）、元朝により設置され、州治は高唐県とされた。高唐州は高唐・夏津・武城の3県を管轄した。
明朝が成立すると高唐県は高唐州に統合された。中華民国成立後の1913年（民国2年）、州制廃止に伴い高唐県と改められた。